# گچستان (دزفول، ۲)
گچستان یک روستا در ایران است که در دهستان احمد فداله شهرستان دزفول واقع شده‌است. گچستان ۳۶ نفر جمعیت دارد.